# E. T. A. Hoffmann-Haus
Das E. T. A. Hoffmann-Haus in der oberfränkischen Stadt Bamberg ist eine Gedenkstätte, die sich der Person und dem Werk des deutschen Schriftstellers, Komponisten und Zeichners E. T. A. Hoffmann (1776–1822) widmet.

## Geschichte
E. T. A. Hoffmann verbrachte knapp fünf Jahre seines Lebens, vom 1. September 1808 bis 21. April 1813, in Bamberg. Am 1. Mai 1809 bezog er die beiden obersten Geschosse des Hauses Zinkenwörth Nr. 50 (heute Schillerplatz 26). Hier wurde 1908 eine Gedenktafel angebracht und am 6. April 1930 von einer losen Gruppe von Hoffmann-Freunden ein Museum eröffnet, das heutige E. T. A. Hoffmann-Haus. Während einer Gaukulturwoche und unter Mithilfe des Bamberger Dichterkreises wurde am 14. Juni 1938 in Bamberg die E. T. A. Hoffmann-Gesellschaft gegründet.

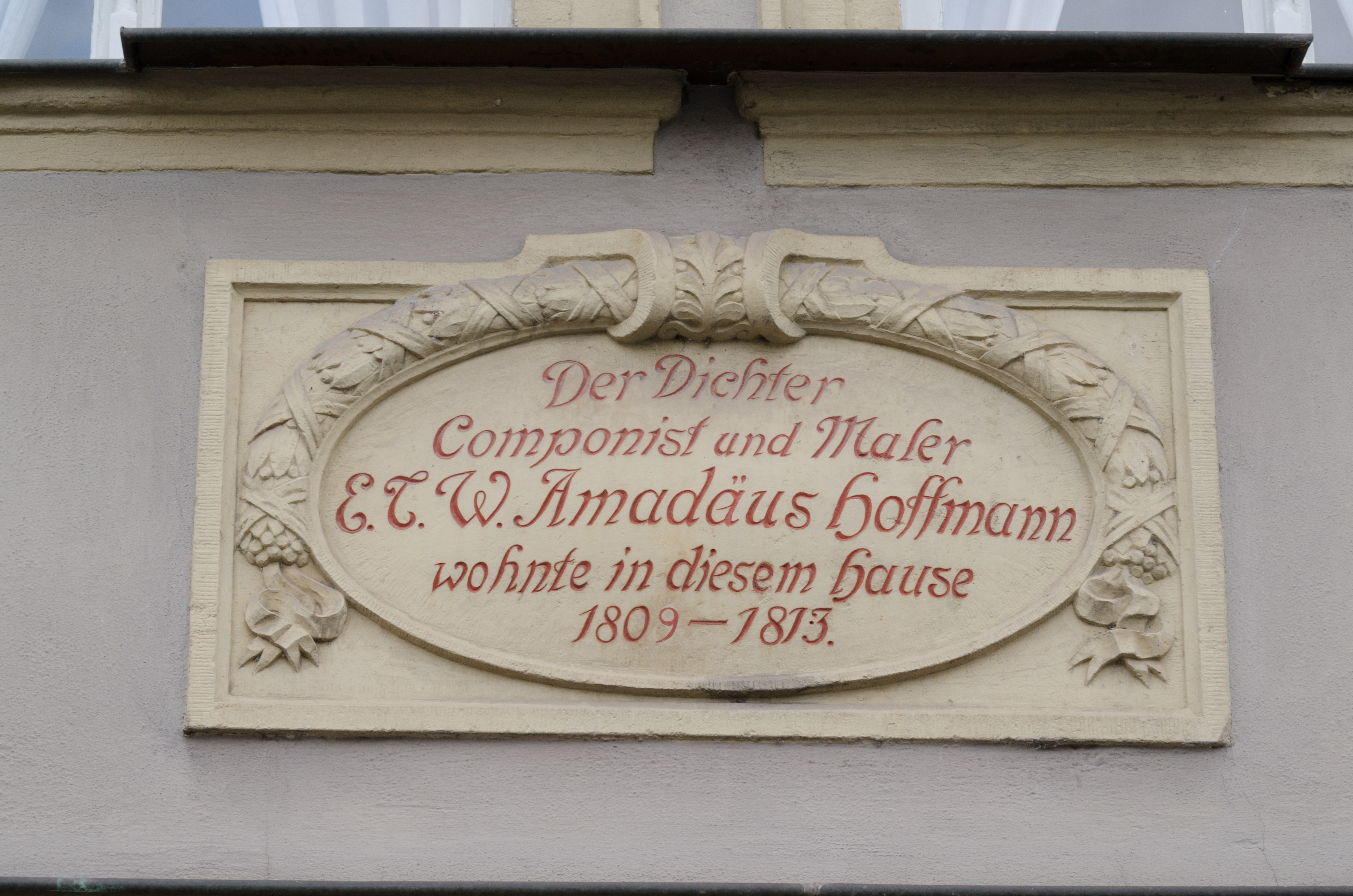
Gedenktafel (1908) am E. T. A. Hoffmann-Haus in Bamberg

Eingerichtet wurde das Museum unter dem Thema E. T. A. Hoffmann in Bamberg. Dafür legte der Gründer, der Psychologe und Verleger Wilhelm Ament, eigene Sammlungen an (Erst- und andere Ausgaben, Literatur über E. T. A. Hoffmann und sein Werk, Autographe, Graphiken und Fotos). Diese wurden allerdings 1958 und 1961 der Staatsbibliothek Bamberg anvertraut. Anschließend wollte man das Museum wie zu Hoffmanns Zeiten einrichten; dazu gab es jedoch weder Unterlagen noch eine originale Ausstattung.
Heute erstreckt sich das Museum auf das ganze (an der Straßenfront nur ca. 3,5 Meter breite) Haus einschließlich Rückgebäude und Garten. Es wurde bis 2019 von der E. T. A. Hoffmann-Gesellschaft mit Unterstützung der Stadt Bamberg betreut und fallweise von staatlichen Institutionen, Gesellschaften, Stiftungen und Sponsoren gefördert. Mit Kooperationsvertrag vom 18. Februar 2020 übernahm die Stadt Bamberg rückwirkend ab 1. Januar 2020 die Trägerschaft des E. T. A. Hoffmann-Hauses. Für den Betrieb war bis 2022 das Kulturamt der Stadt Bamberg verantwortlich. Seit 2023 liegt das Haus in der Verantwortung der Museen der Stadt Bamberg. Eigentümerin des Anwesens ist die Stiftung Weltkulturerbe Bamberg.
Seit dem 1. November 2022 ist das E. T. A. Hoffmann-Haus für eine mehrjährige Generalsanierung und anschließende Neugestaltung geschlossen. Die Wiedereröffnung ist für 2026 vorgesehen.

## Museumskonzept bis 2022
Das E. T. A. Hoffmann-Haus vermittelt Bild-, Text- und Toninformationen – zumal in Installationen – nach modernen museumsdidaktischen Gesichtspunkten. Die einzige E. T. A. Hoffmann allein gewidmete Gedenkstätte will damit den verschiedenen Lebens- und Schaffensbereichen gerecht werden. Das spezifische realistisch-phantastische, hoffmanneske Flair bleibt jedoch erhalten.
Das Spiegelkabinett und eine Anamorphose Hoffmanns stimmen auf die vielschichtige Persönlichkeit ein. Der Zaubergarten nach der Erzählung Der goldene Topf macht durch seine Anlage und Bepflanzung Motive aus Hoffmanns Leben und Werk sowie einzelne Zitate sinnlich erfahrbar. Das Papiertheater in einer Treppennische beschwört das Märchen Nußknacker und Mausekönig herauf, eine nachgebaute Loge mit den Dekorationen Karl Friedrich Schinkels die Oper Undine; deren Idee wurde in Bamberg geboren, sie gilt als die früheste deutsche romantische Oper. Ein Wahrheitsmikroskop nach dem Meister Floh macht die geheimsten Gedanken lesbar.
Eine interaktive Musikkommode lässt Hoffmanns Musik zu der Notenschrift in modernen Einspielungen erklingen. Im Poetenstübchen ist ein historisches Pianoforte über eine Hörstation erlebbar; es entspricht dem Musikinstrument, mit dem sich Hoffmann als Kapellmeister Johannes Kreisler selbst dargestellt hat. Die übrige Ausstattung dieses musikalisch-poetischen Laboratoriums ist einer anderen Selbstdarstellung an Schreibtisch und „Bett“ nachempfunden.
In einem Vortragsraum mit einem weiteren historischen Pianoforte finden Lesungen von Werken Hoffmanns und seiner Zeitgenossen sowie Ausstellungen meist von Illustrationen moderner Künstler statt.